# Ociesęki
Ociesęki – wieś w Polsce, położona w województwie świętokrzyskim, w powiecie kieleckim, w gminie Raków.
| SIMC    | Nazwa      | Rodzaj    |
| ------- | ---------- | --------- |
| 0265678 | Krzemionka | część wsi |
| 0265684 | Madeje     | część wsi |
| 0265690 | Mokradle   | część wsi |
| 0265709 | Nowa Wieś  | część wsi |
| 0265715 | Olszownica | część wsi |
| 0265721 | Stara Huta | część wsi |
| 0265738 | Sterczyzna | część wsi |
| 0265744 | Wąkopy     | część wsi |

## Historia

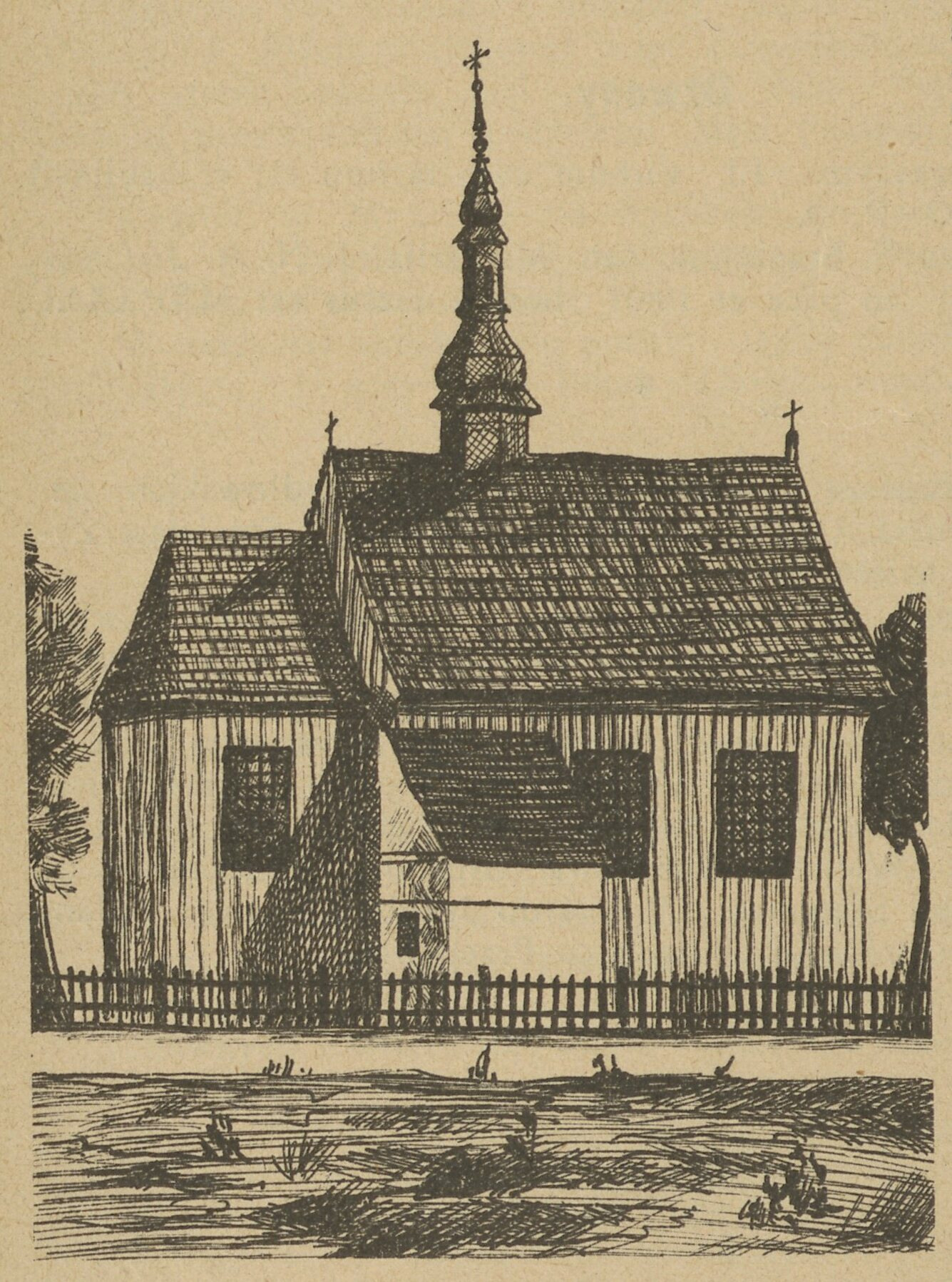
Kościół przed 1907

28 listopada 1863 r. miała tu miejsce bitwa powstania styczniowego. Polacy pod dowództwem gen. Józefa Hauke-Bosaka stoczyli udaną potyczkę z rosyjską kolumną płk. Szulmana. Zbiorowa mogiła 22 powstańców poległych w tej bitwie znajduje się na cmentarzu parafialnym w Ociesękach. 
Do końca XIX wieku we wsi znajdował się drewniany dwór i folwark. Ostatnim dziedzicem Ociesęk był Józef Kmita. 
W latach 20. XX w. kierownikiem szkoły powszechnej w Ociesękach był Stanisław Suchorowski, miłośnik folkloru, kompozytor, badacz obrzędów i sztuki ludowej przedwojennej kielecczyzny. Był założycielem i kierownikiem ociesęckiego chóru mieszanego i orkiestry dętej, w której skład wchodzili członkowie Straży Ogniowej. Po nim kierownikiem szkoły był Aleksander Kaczocha, członek zarządu Stronnictwa Ludowego, poseł na sejm w latach 1947-52, wiceminister ds.administracji Tymczasowego Rządu Jedności Narodowej. 
W 1935 roku oficjalnie zarejestrowano w Ociesękach stowarzyszenie pod nazwą Ochotnicza Straż Pożarna. Pierwszym prezesem OSP został Błażej Kobryn, wójt gminy Cisów, a naczelnikiem Franciszek Kisiel, sekretarz gminy.
Do 1954 roku siedziba gminy Cisów. W latach 1954–1959 wieś należała i była siedzibą władz gromady Ociesęki, po jej zniesieniu w gromadzie Cisów. W latach 1975–1998 miejscowość administracyjnie należała do województwa kieleckiego.
Przez wieś przebiega droga wojewódzka nr 764.
Urodził się tu Ludwik Domoń – major dyplomowany piechoty Wojska Polskiego, podpułkownik piechoty Polskich Sił Zbrojnych na Zachodzie.

## Zabytki
- Kościół pw. Narodzenia św. Jana Chrzciciela i św. Jana Ewangelisty. Erygowany przez biskupa krakowskiego, na prośbę fundatorów: Jana Gutkowskiego z Gotkowa w ziemi płockiej herbu Lubicz, notariusza ziemi sandomierskiej i jego małżonki Zuzanny z Komornik. W kościele znajduje się relikwiarz Drzewa Krzyża Świętego. Jego autentyczność potwierdza certyfikat z 1740 r. wystawiony przez prałata domowego papieża, biskupa Franciszka Bisletiego (potwierdzony przez biskupa przemyskiego Wacława Sierakowskiego).